# File ed2k
Un file ed2k è un tipo di file che funge da contenitore per speciali direttive dette link ed2k, utilizzate per determinare la posizione delle sorgenti di un particolare file sui sistemi remoti collegati attraverso la rete di eDonkey.
Si tratta di file di testo, che si possono cioè realizzare e modificare con un comune editor, e che hanno l'estensione .ed2k.
I file ed2k possono essere posizionati nel file system di un sito web, dove indicano ai client peer-to-peer eDonkey2000 e compatibili le posizioni di un certo file da scaricare.
Sui sistemi dove è installato eDonkey2000 o un altro client analogo, i file ed2k possono essere rilevati e interpretati dal browser che avvierà un download con eDonkey (anziché per esempio in FTP) quando l'utente attiva determinati link presenti nelle pagine HTML presenti sul sito stesso.
L'uso di questo meccanismo consente al gestore del server web un certo risparmio di larghezza di banda.
L'unico browser attualmente abilitato al riconoscimento e all'interpretazione dei file ed2k è Internet Explorer. È possibile aggiungere questa funzionalità a Mozilla Firefox con un'apposita estensione.

## Esempio di uso
I file ed2k devono essere posizionati nella stessa directory dei corrispondenti file messi a disposizione per il download. Per corrispondenti si intendono i file il cui ed2k link è all'interno del ed2k file in questione.
Si supponga di avere per esempio un file un_file.ext che si desidera mettere a disposizione di altri client in rete. Con un normale editor di testo bisognerà creare, nella stessa directory, un file di nome un_file.ext.ed2k, in cui si inserirà il link e2k alla posizione originale del file. Occorrerà poi fornire un normale hyperlink al file un_file.ext sulle pagine di un sito web. Se l'utente che clicca quest'ultimo link ha eDonkey2000 installato, esso inizierà immediatamente il download del file.